# نیکولیناتس
نیکولیناتس (به صربی: Nikolinac) یک منطقهٔ مسکونی در صربستان است که در سوکوبانگا واقع شده‌است. نیکولیناتس ۴۱۸ نفر جمعیت دارد.